# 疾行毛刺蟹
疾行毛刺蟹（学名：Pilumnus cursor）为毛刺蟹科毛刺蟹属的动物，原屬扇蟹科毛刺蟹属。分布于日本、新喀里多尼亚、丹尼森港、锡兰、安达曼以及中国大陆的广西等地，生活环境为海水，常生活于热带或亚热带浅水中。

## 外部連結
維基物種上的相關：疾行毛刺蟹